# Шарлот хорнетси
Шарлот хорнетси (енгл. Charlotte Hornets) су амерички кошаркашки клуб из Шарлота, Северна Каролина. Играју у НБА лиги као део Југоисточне дивизије у Источној конференцији.

## Историја клуба

### Хорнетси
Тим је у већинском власништву НБА легенде Мајкла Џордана, који је купио контролни пакет 2010. године. Играју своје домаће утакмице у Тајм Ворнер кејбл арени у центру Шарлота.
Франшиза је основана 1988. године. Од 2004. носили су назив Бобкетси, а званично су преименовани поново у Хорнетсе у сезони 2014-15. До сада нису играли ниједно НБА финале.

### Шарлот бобкетси
Након селидбе Хорнетса у Њу Орлеанс 2002, власти Шарлота и НБА лига су се договорили да у Шарлоту оснују нови клуб. Упркос многим заинтересованима (међу којима је био и бивши НБА-играч Лари Берд прихваћена је понуда Роберта Л. Џонсона, тадашњег већинског власника клуба.
У првој сезони у НБА Бобкетси нису направили запаженији резултат завршивши сезону са само 18 побједа и чак 64 пораза. Највећи успјех у тој сезони била је побједа над тадашњим актуелним првацима Детроит пистонсима.

## Познати играчи
- Владе Дивац
- Дел Кари
- Глен Рајс
- Лари Џонсон
- Магси Боугс
- Алонзо Морнинг